# Ехо (хижа)
Вижте пояснителната страница за други значения на Ехо.
„Ехо“ е хижа на билото на Стара планина между върховете Юмрука и Кавладан на 1675 метра надморска височина в местността Железни врата.
Налични са 57 места в стаи с 4, 6, 7 и повече легла, като част от стаите имат собствени санитарни възли. Има дневна зала, бар-лавка, кухненски бокс за туристи.
Хижа „Ехо“ е водоснабдена и е с автономно електрозахранване. Стопанисва се от спортно-туристическо дружество „Академик“, Русе. На 5 минути от хижата се намира параклисът „Света Троица“.

## Галерия
- Изглед от склона на връх Юмрука към хижа „Ехо“
- Хижа Ехо, връх Юмрука
- Параклисът „Света Троица“ край хижа „Ехо“ на 1700 m в Стара планина.